# Els rentadors de la Pinya
Els rentadors de la Pinya és una obra de la Vall d'en Bas (Garrotxa) protegida com a bé cultural d'interès local. Són rentadors públics que es troben donant la volta a l'església i prop de la plaça. Són amplis i singulars i els únics a la vall en bon estat de conservació.